# Alli Macuga
Alli Macuga (Park City, 24 settembre 2003) è una sciatrice freestyle statunitense.

## Palmarès

### Mondiali juniores
- 3 medaglie:
  - 1 oro (gobbe in parallelo a Chiesa in Valmalenco 2023)
  - 2 bronzi (gobbe, gobbe in parallelo a Chiesa in Valmalenco 2022)

### Coppa del Mondo
- Miglior piazzamento nella Coppa del Mondo generale di gobbe: 13ª nel 2023
- 2 podi:
  - 1 secondo posto
  - 1 terzo posto